# Familiegraf familie Brouwers

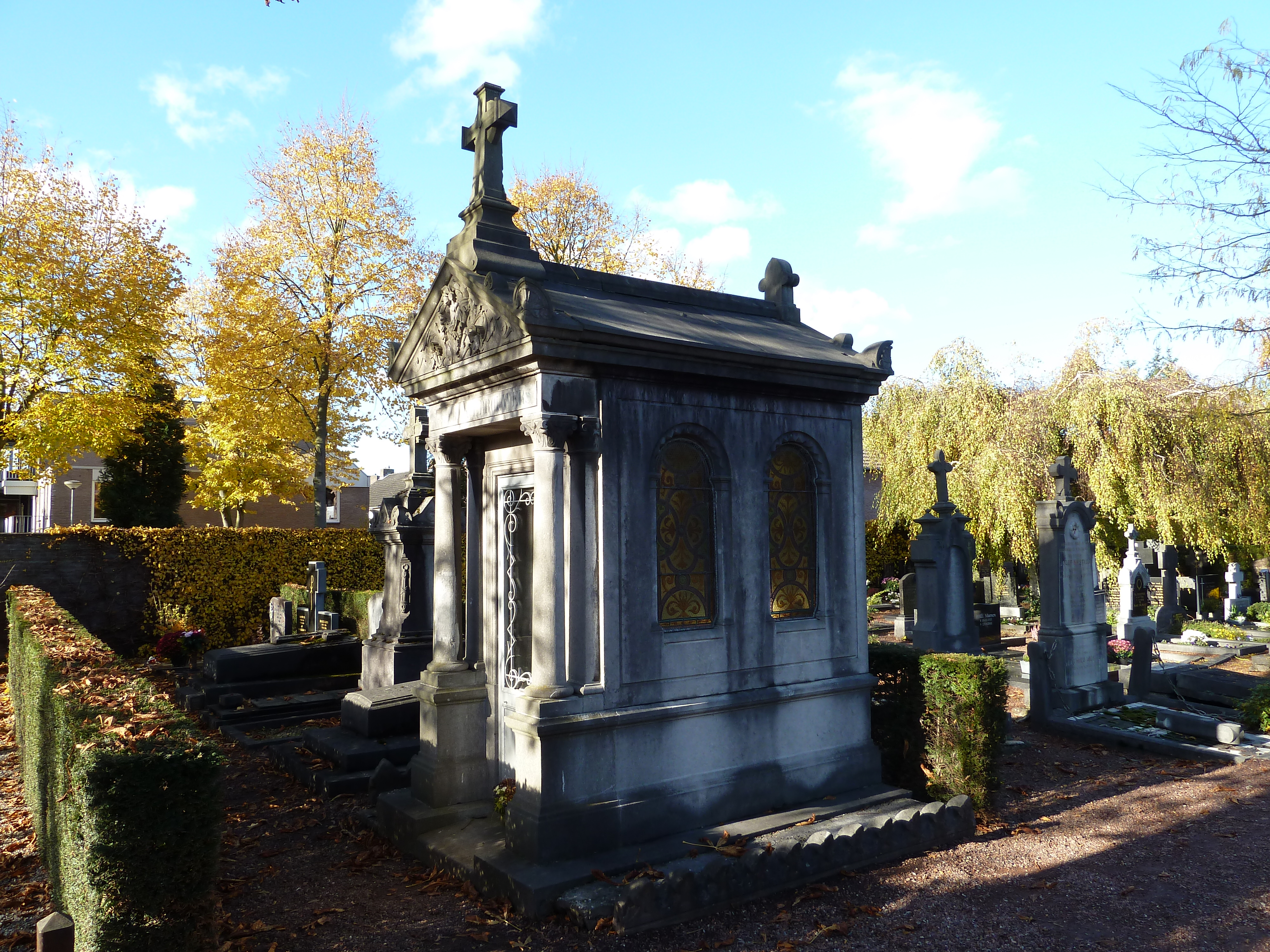
Familiegraf familie Brouwers

Het familiegraf familie Brouwers is een graf en grafkapel in Meerssen in de Nederlands Zuid-Limburgse gemeente Meerssen. Het graf ligt in het zuidelijk deel van de Algemene Begraafplaats Meerssen midden in het dorp.

## Geschiedenis
Rond 1900 werd het grafmonument voor de familie Brouwers gebouwd E. Salu sculpt. uit Brussel. In 1898 werd reeds de eerste bijzetting gedaan in de grafkapel.
Op 12 maart 1997 werd de kapel ingeschreven in het rijksmonumentenregister.

## Bouwwerk
Het hardstenen grafmonument is in neoclassicistische stijl gebouwd en ligt haaks ten opzichte van het pad op een rechthoekig plattegrond. De grafkapel is opgetrokken volgens een prostylos die bestaat uit een cella op een basement met ervoor twee zuilen. De zuilen hebben kapitelen van de composiete orde en rusten op een doorlopende plint. Boven de zuilen is in de latei de tekst Familie Paul Brouwers gegraveerd. Boven deze latei bevindt zich een fronton met versieringen van hoekacroteria, bloemenkrans en bloemtakken. De grafkapel wordt gedekt door een flauw hellend zadeldak van hardstenen platen met op de top boven de voorgevel een stenen kruis. De toegangsdeur in de voorgevel van de grafkapel is van plaatijzer en is voorzien van siersmeedwerk en een glasraam. In de drie andere gevels zijn rondboogvensters aangebracht: twee in elke zijgevel en een in de achtergevel. De vensters hebben kapiteeltjes en tandversiering en zijn voorzien van glas-in-loodramen met florale motieven.
In de grafkapel is tegen de achterwand een marmeren altaar geplaatst met daarop een marmeren kruis. Op de wanden zijn memorieplaten aangebracht.